# Melittia siamica
Melittia siamica is een vlinder uit de familie wespvlinders (Sesiidae), onderfamilie Sesiinae.
Melittia siamica is voor het eerst wetenschappelijk beschreven door Walker in 1865. De soort komt voor in het Oriëntaals gebied.